# Assemblea nazionale (Bulgaria)
L'Assemblea nazionale della Bulgaria (in bulgaro: Народно Събрание, Narodno Săbranie) è il parlamento unicamerale ed il corpo legislativo della Repubblica di Bulgaria.
Venne istituita nel 1991 con la costituzione della Bulgaria, specificatamente negli articoli dal 62 al 91, come successore dell'Assemblea nazionale che aveva operato in continuità dal 1879.

## Storia

### Assemblea nazionale ordinaria
L'Assemblea nazionale è composta da 240 membri eletti per un mandato di quattro anni con un sistema proporzionale. I partiti politici devono ottenere un minimo del 4% dei voti nazionali per entrare nell'Assemblea. La Bulgaria ha un sistema multipartitico, e generalmente un solo partito non ottiene voti sufficienti per vincere le elezioni, e perciò si formano spesso coalizioni di governo.
L'Assemblea è responsabile dell'emanazione delle leggi, l'approvazione del bilancio, la fissazione delle elezioni presidenziali, la selezione e la dimissione del primo ministro e degli altri ministri, la dichiarazione di guerra e lo schieramento delle truppe all'estero, la ratificazione dei trattati e degli accordi internazionali. Viene presieduta dal presidente dell'Assemblea nazionale.

### Grande Assemblea Nazionale
In aggiunta all'Assemblea nazionale ordinaria, può essere convocata una Grande assemblea nazionale (Велико Народно Събрание, Veliko Narodno Săbranie) per questioni di importanza nazionale come l'adozione o il cambiamento della costituzione, cambiamenti territoriali, l'elezione di un capo di Stato o di un reggente, ecc.
Come organo, la Grande assemblea nazionale venne introdotta con la costituzione di Tărnovo del 1879, abolita nel 1947 e reintrodotta con la costituzione del 1991. È composta di 400 deputati (in opposizione ai 240 ordinari), di cui 200 vengono eletti con un sistema proporzionale e gli altri 200 con un sistema maggioritario. Viene richiesta una maggioranza qualificata dei 2/3 durante queste procedure di votazione in date separate per prendere una decisione. La Grande assemblea nazionale può svolgere anche le funzioni di quella ordinaria, occupandosi delle regolari attività legislative, fino alla fine del suo incarico principale.
In Bulgaria sono state elette un totale di sette Grandi assemblee nazionali, l'ultima delle quali dal 10 luglio 1990 al 12 luglio 1991 per adottare la costituzione attuale.

## Edificio
Il palazzo dove ha sede l'Assemblea nazionale è d'importanza storica ed è stato proclamato come monumento di cultura. Situato nel centro della capitale Sofia, venne costruito in stile neo-rinascimentale tra il 1884 ed il 1886 da Konstantin Jovanović, un architetto austriaco di origine bulgara che studiò a Vienna ed in Svizzera, tra le cui opere si annovera anche il palazzo del parlamento serbo.

Le sessioni dell'Assemblea nazionale per un breve periodo tra 2020 e 2021 e dal settembre del 2023 si tengono nell'ex sede del Partito Comunista Bulgaro, per via di riparazioni all'edificio principale. Lo stabile, costruito tra il 1948 e il 1954 su progetto di Petăr Zlatev, è un esempio di classicismo socialista.

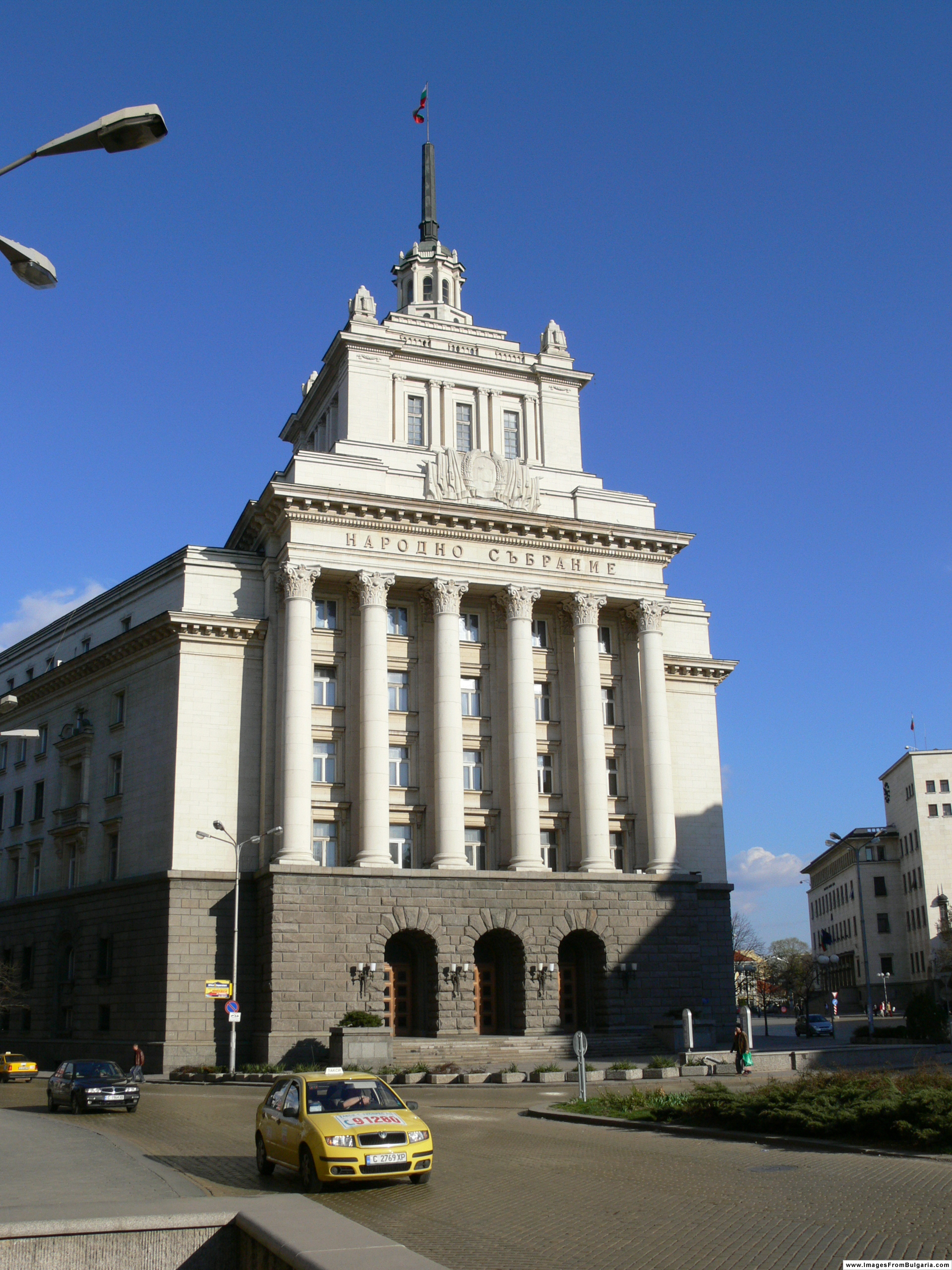
L'ex "Casa del Partito", dal 2023 sede del Parlamento bulgaro.